# 国际航海学校协会
国际航海学校协会(International Sailing Schools Association，简称ISSA)，于1969年1月成立，在瑞士洛桑完成注册，是一个国际性质的航海培训机构协会。ISSA的创始成员来自当时欧洲六个国家（意大利，西班牙，法国，英国，波兰，瑞士等）的最主要航海机构。国际航海学校协会 (ISSA) 是一个非盈利性质的国际组织，为全球各地的航海学校提供通用的质量和安全标准框架，致力于为全球航海学校的教练和学员制定国际化培训标准。

## ISSA发展历史[2]
- 1969年，ISSA成立。
- 1970-1980年，ISSA制定国际通用航海日志，并创建国际航行专利
- 1980-1990年，ISSA获得欧共体（现在的欧盟）咨询机构地位，同时与国际帆船联合会（现改名为“世界帆船”，简称WS）密切合作。
- 1990-2000年，ISSA支持各个国家地区的航海学校发展，包括中东、前苏联国际以及澳大利亚等国家和地区。
- 2000年以后，ISSA与各国的海事局保持合作，并获得国际电信联盟ITU会员资格，正式启动每年一届的ISSA国际航海节，同时
- 引入ISO 9001:2008标准，进入亚洲市场，在2017年与中华人民共和国山东省青岛奥林匹克帆船中心合作。

## ISSA的主要工作[3]
- 推广帆船航海运动：ISSA面向各地区和大众推广帆船航海运动，尤其在帆船运动尚未普及的地区。
- 航海教育标注化：在全球范围内进行航海标准化培训，ISSA制定了国际标准化航海培训系统，提供相关教育资源。
- 航海文化交流：在各个国家之间举行文化和经验交流。